# A Different Corner
A Different Corner è una canzone scritta, arrangiata ed eseguita da George Michael.
Al momento dalla pubblicazione del brano, avvenuta nel marzo del 1986, Michael era ancora membro del duo pop Wham!, sebbene lui e socio Andrew Ridgeley avevano annunciato che in estate si sarebbero divisi dopo un singolo, album e concerto d'addio. Michael era inoltre reduce dalla successo di Careless Whisper, che ha raggiunto la posizione numero 1 della Official Singles Chart e di molti altri paesi europei.
A Different Corner è stata numero 1 in Gran Bretagna e ha raggiunto la posizione numero 7 della Billboard Hot 100, diventando il primo singolo, accreditato solamente a Michael, ad entrare nella top ten della classifica statunitense.

## Tracce

### 7": Epic / A 7033 (UK)
1. "A Different Corner" – 3:57
2. "A Different Corner" (instrumental) – 4:13

### 12": Epic / GTA 7033 (UK)
1. "A Different Corner" – 3:57
2. "A Different Corner" (instrumental) – 4:13

## Classifiche
| Classifica (1986)                | Posizione massima |
| -------------------------------- | ----------------- |
| Australia                        | 4                 |
| Austria                          | 6                 |
| Belgio (Fiandre)                 | 2                 |
| Canada                           | 1                 |
| Danimarca                        | 2                 |
| Europa                           | 1                 |
| Finlandia                        | 3                 |
| Francia                          | 16                |
| Germania                         | 7                 |
| Irlanda                          | 2                 |
| Italia                           | 3                 |
| Norvegia                         | 1                 |
| Nuova Zelanda                    | 3                 |
| Paesi Bassi                      | 2                 |
| Portogallo                       | 1                 |
| Regno Unito                      | 1                 |
| Stati Uniti                      | 7                 |
| Stati Uniti (adult contemporary) | 6                 |
| Sudafrica                        | 1                 |
| Svezia                           | 18                |
| Svizzera                         | 3                 |